# Meámbar
Meámbar (uit het Nahuatl: "Water van de aren en de bloesem van de maïs") is een gemeente (gemeentecode 0310) in het departement Comayagua in Honduras. De gemeente grenst aan het stuwmeer El Cajón.
Vroeger had het dorp de naam Miambar. Meámbar is vooral bekend vanwege het nationaal park Cerro Azul Meámbar.

## Bevolking
De bevolking is als volgt verdeeld:
| Vrouwen | 6342 | 48,4% |
| Mannen  | 6750 | 51,6% |

## Dorpen
De gemeente bestaat uit 25 kleine dorpen (aldea), waarvan het grootste qua inwoneraantal: Meámbar (code 031001).